# The Eraser
The Eraser — дебютний сольний альбом англійського музиканта Тома Йорка, вийшов 10 липня 2006 року на лейблі XL Recordings. Продюсером альбому виступив Найджел Ґодріч, багаторічний продюсер гурту Йорка Radiohead.
The Eraser містить електронну музику, яку Йорк записав між роботою з Radiohead у 2004 та 2005 роках. Тексти пісень виражають його політичну стурбованість. У пісні «Harrowdown Hill» йдеться про смерть британського інспектора з озброєнь Девіда Келлі, а в кількох піснях — про зміну клімату. Обкладинка альбому, створена давнім соратником Radiohead Стенлі Донвудом, була натхненна легендою про короля Канута, який не зміг приборкати океан, що Йорк порівняв з урядовою кліматичною політикою.
The Eraser дебютував на третьому місці в UK Albums Chart і на другому в американському Billboard 200. Його просуванню сприяли сингли «Harrowdown Hill», який досяг 23 місця в UK Singles Chart, та «Analyse». The Eraser отримав переважно позитивні відгуки; критики високо оцінили вокал і тексти Йорка, але визнали його слабшим за його роботу з Radiohead. Він був названий одним з найкращих альбомів 2006 року за версією NME, Rolling Stone та The Observer, а також номінований на музичну премію Mercury Prize 2006 року та на премію Ґреммі 2007 року за найкращий альбом альтернативної музики. Він отримав золоту сертифікацію у Великій Британії, Канаді та Японії.
Після The Eraser вийшов міні-альбом з бісайдами Spitting Feathers (2006) та альбом реміксів The Eraser Rmxs (2008). 2009 року, щоб виконати матеріал з альбому наживо, Йорк створив новий гурт Atoms for Peace, до складу якого увійшли Ґодріч і басист Red Hot Chili Peppers Флі.

## Запис
У 2004 році, після завершення туру на підтримку свого шостого альбому Hail to the Thief (2003), Radiohead взяли паузу. Наприкінці 2004 року Том Йорк, автор пісень Radiohead, почав записувати The Eraser, свій перший сольний реліз, разом з продюсером Radiohead Найджелом Ґодрічем. Робота тривала протягом 2005 року в перервах між сесіями Radiohead. Йорк, який створив Radiohead, ще коли учасники гурту навчалися в школі, сказав, що йому було цікаво спробувати попрацювати наодинці.
Гітарист Radiohead Джонні Ґрінвуд сказав: «Він повинен був випустити цей матеріал, і всі були щасливі [що Йорк зробив це] … Він би збожеволів, якби кожного разу, коли він писав пісню, вона повинна була проходити через консенсус Radiohead». Ґодріч розповідав, що працювати з Йорком наодинці було простіше, ніж з Radiohead, оскільки йому не доводилося керувати відносинами між Йорком та іншими учасниками гурту. У альбомі The Eraser він і Йорк змогли «тягнути в одному напрямку».
The Eraser був записаний у студії Radiohead в Оксфорді, вдома у Йорка, і в студії Ґодріча в лондонському клубі Hospital Club. Йорк хотів використовувати переважно комп'ютери, але при цьому зберегти в музиці «життя та енергію». Щоб генерувати ідеї, він навмання вирізав і вставляв шматки з бібліотеки оригінальних семплів Radiohead, багато з яких були створені на ноутбуках у готельних номерах під час гастролей гурту. Він надсилав фрагменти Ґодрічу, який визначав уривки, що могли б стати піснями, редагував їх і повертав Йорку. Йорк навів приклад «Black Swan», яка, за його словами, була «дев'ятихвилинною купою лайна», доки Ґодріч не допоміг йому відредагувати її.
Для створення заголовного треку, Том засемплював фортепіанні акорди у виконанні Ґрінвуда і відредагував їх у новому порядку. «And it Rained All Night» містить оброблений семпл з треку Hail to the Thief «The Gloaming», а «Black Swan» семплює ритм, записаний учасниками Radiohead Едом О'Браєном і Філіпом Селвеєм у 2000 році. За словами Йорка, «Harrowdown Hill» «крутилася» під час сесій Hail to the Thief, але не могла бути використана у якості пісні Radiohead.
Спочатку Йорк мав намір створювати інструментальну музику, але додав вокал за порадою Ґодріча. Найджел хотів, щоб голос Йорка був «сухим і гучним», без реверберації та інших ефектів, які використовуються на записах Radiohead. Йорку було складно писати тексти до лупів, кажучи, що він не міг «щоразу реагувати спонтанно і по-різному», тому він перекладав партії на гітару і фортепіано і генерував нові елементи в процесі роботи.
Одна з пісень, записаних під час сесій The Eraser, «Last Flowers», вийшла на бонусному диску сьомого альбому Radiohead, In Rainbows (2007). Інша пісня, «The Hollow Earth», була закінчена пізніше і вийшла як сингл у 2009 році. У 2005 році Йорк з'явився у проєкті From the Basement, виконуючи пісні, в тому числі трек з The Eraser «Analyse».

## Музика і тексти
За словами The Guardian, The Eraser має «неспокійні» та «скоромовні» біти і «мінімум пост-рокізму». The LA Times писали, що він поєднує ноутбучну електроніку Йорка з «душевними» політичними піснями. Pitchfork описав його як «глючний, кислий, жіночний, замислений». Посилаючись на натхнення від альбому Б'єрк Homogenic 1997 року, Йорк сказав, що The Eraser був розроблений для прослуховування в «ізольованому просторі — в навушниках, або застрягнувши в заторі». У 2019 році Uproxx зазначили, що це «найпростіший» сольний альбом Йорка, «фронтмен відомого рок-гурту, по суті, презентує свої найновіші мелодії під виглядом запису автора-виконавця».
Девід Фрік з Rolling Stone вважав, що тексти пісень мають «емоційну та живописну безпосередність», що є рідкістю для Йорка. «And It Rained All Night» та «Cymbal Rush» присвячені кліматичним змінам та катастрофічним повеням. Рядки «No more going to the dark side with your flying saucer eyes / No more falling down a wormhole that I have to pull you out» з пісні «Atoms for Peace» були натхненні «застереженням» від партнерки Йорка, Рейчел Оуен. Назва пісні відсилає до промови американського президента Дуайта Ейзенхауера 1953 року.
За словами The Globe and Mail, «The Clock», на яку вплинула арабська музика, є «ковзаючою, гудячою піснею про втрату контролю, вдаючи, що „ти все ще відповідальний“». «Analyse» натхненна відключенням електроенергії, яке Йорк пережив у своєму рідному місті, Оксфорді: «Будинки були темні, зі свічками у вікнах, що, вочевидь, було б так, коли вони були збудовані. Це було прекрасно». Назва альбому звертається до метафоричної ідіоми «слони в кімнаті», яких «люди відчайдушно намагаються стерти … з суспільної свідомості».
Йорк написав «Harrowdown Hill» про Девіда Келлі, інформатора, який загинув після того, як повідомив журналісту, що британський уряд помилково ідентифікував зброю масового знищення в Іраку. Тіло Келлі було знайдено в лісі Харроудаун Гілл поблизу колишньої школи Йорка в Оксфордширі. За словами The Globe and Mail, композтція нагадує пісню про кохання з відчуттям «загрози» і «похмурих політичних розбірок». Йорк відчував незручність через тему і усвідомлював скорботу сім'ї Келлі, але відчував, що «не написати її було б, можливо, ще гірше». Він описав її як найзлішу пісню, яку він коли-небудь писав.

## Художнє оформлення
Обкладинку The Eraser створив Стенлі Донвуд, який також створює обкладинки для Radiohead. На обкладинці, ліногравюрі під назвою «Лондонські краєвиди», зображено фігуру, що стоїть перед зруйнованим повінню Лондоном, імітуючи короля Канута, який не зміг приборкати океан. На створення обкладинки його надихнула повінь у Боскаслі 2004 року та стаття еколога Джонатана Поррітта, який порівнював ставлення британського уряду до зміни клімату з легендою про Канута.
Донвуд розповідав: «Було щось у цьому величезному потоці, що змиває все, і марній фігурі, що стримує хвилю (або не стримує), що спрацювало із записом, тим більше, що ми обидва бачили повінь, якраз тоді, коли Том починав писати музику.» Він також відчував, що The Eraser був «дуже англійським записом», і що лондонські образи відповідали цьому. Альбом був упакований у вигляді великого розвороту, що містив компакт-диск, оскільки Донвуд і Йорк хотіли уникнути використання пластику.

## Реліз
11 травня 2006 року Йорк розмістив посилання на офіційний сайт альбому на сайті Radiohead. Через два дні він написав у прес-релізі, анонсуючи The Eraser: «У мене вже давно свербіло зробити щось подібне. Це було весело і швидко… Так, це рекорд! Ні, це не запис Radiohead.» Він підкреслив, що Radiohead не розпадаються і що альбом був зроблений «з їхнього благословення». Перед релізом «Black Swan» була використана у фінальних титрах фільму Затьмарення. Альбом просочився в мережу за місяць до релізу; Йорк сказав, що шкодує про те, що не випустив його у вигляді завантаження заздалегідь.
The Eraser вийшов 11 липня 2006 року незалежним лейблом XL Recordings на CD та вінілі. Йорк сказав, що обрав XL, тому що «це дуже м'який лейбл. Там немає корпоративної етики. [Великі лейбли — це дурні хлоп'ячі ігри, особливо ті, що дуже високо». Альбом також вийшов на iTunes. Він дебютував на третьому місці в британському чарті альбомів і залишався в топ-100 протягом десяти тижнів.[29] У Сполучених Штатах він дебютував на другому місці в UK Albums Chart, продавши більше 90 000 копій за свій перший тиждень. «Harrowdown Hill» вийшов як сингл 21 серпня, досягнувши 23 місця в UK Singles Chart, за яким 6 листопада вийшов «Analyse». За The Eraser послідувала збірка бі-сайдів Spitting Feathers і альбом реміксів різних виконавців The Eraser Rmxs 2008 року.
У липні 2009 року Йорк виступив сольно на фестивалі Latitude і виявив, що пісні The Eraser можна виконувати на акустичних інструментах. Він звернувся до Ґодріча з ідеєю створити гурт, який би виконував альбом без секвенсерів, відтворюючи електронні біти за допомогою латиноамериканської перкусії. Вони створили новий гурт Atoms for Peace, до складу якого увійшли музиканти, зокрема басист Red Hot Chili Peppers Флі. Гурт відіграв вісім північноамериканських концертів у 2010 році, а в 2013 році випустив альбом AMOK.

## Відгуки
На сайті-агрегаторі рецензій Metacritic The Eraser має оцінку 76/100, що означає «загалом схвальні відгуки». Рецензуючи The Eraser для NME, Луїс Паттісон похвалив вокал Йорка і написав: «Дехто буде оплакувати відсутність у ньому внутрішності, холодність, небажання грати рок. Але це ще один показовий погляд на загадковий внутрішній світ Йорка, який має сміливість не ховати своє політичне послання за шифром». Роб Шеффілд з Rolling Stone писав: «Це не пісні Radiohead, і не демозаписи пісень Radiohead. Це щось інше, щось, чого ми не чули раніше… Вони надзвичайно красиві, але досліджують той тип емоційного неспокою, який робить тривогу [альбомів Radiohead] OK Computer або The Bends схожою на дитячі забавки». PopMatters писав: «The Eraser не є шедевром, але це набагато більше, ніж розбіжності між сольними проєктами. Йорк залишився зосередженим і створив щільний альбом, який спирається на своїх попередників, не тримаючись за них і не боячись їх».
Алексіс Петрідіс у The Guardian писав, що альбом «пропонує безліч стриманих насолод», але «ви не можете не уявити, як би він звучав, якби Йорк віддав його Radiohead». The Village Voice похвалили вокал Йорка, але виявили, що «без гуків його натхнення чи щільності [Radiohead], результат пропонує приємність там, де він міг би спровокувати глибоку неприємність». Pitchfork писали, що The Eraser «вражаюче красивий і шалено нудний одночасно». Роберт Крістгау в MSN Music визнав теми «перебільшеними», а музику — «зі смаком оформленим клік-н-лупом». 2019 року Uproxx назвав його найкращим сольним альбомом Йорка, заявивши, що він «найближче підходить до того, щоб мати вагу справжнього альбому Radiohead …. Багато з цих треків так само запам'ятовуються, як і все, що Radiohead випустили приблизно в той самий час».
The Eraser потрапив на 15 місце найкращих альбомів 2006 року за версією NME, на 30 сходинку версією The Observer, і на 34 місце за версією Rolling Stone. Він був номінований на Mercury Prize 2006 року і на премію Ґреммі 2007 року за найкращий альбом альтернативної музики. Він отримав золоту сертифікацію у Великобританії, Канаді та Японії.

## Трек-лист
Автор музики і слів Том Йорк. 
| #  | Назва                     | Тривалість |
| -- | ------------------------- | ---------- |
| 1. | «The Eraser»              | 4:55       |
| 2. | «Analyse»                 | 4:02       |
| 3. | «The Clock»               | 4:13       |
| 4. | «Black Swan»              | 4:49       |
| 5. | «Skip Divided»            | 3:35       |
| 6. | «Atoms for Peace»         | 5:13       |
| 7. | «And It Rained All Night» | 4:15       |
| 8. | «Harrowdown Hill»         | 4:38       |
| 9. | «Cymbal Rush»             | 5:15       |

## Учасники запису
- Том Йорк – музика, тексти, аранжування
- Найджел Ґодріч – продюсування, аранжування, додаткові інструменти, зведення
- Стенлі Донвуд – художнє оформлення
- Джонні Ґрінвуд – акорди піаніно на «The Eraser»
- Ґрем Стюарт – звукоінженер
- Даррел «MakeMyDay» Торп – асистент зведення